# Elga Brink
Elga Brink (Berlim, 2 de abril de 1905 – Hamburgo, 1985) foi uma atriz alemã.

## Filmografia selecionada
- 1922: Lebenshunger
- 1923: Das Paradies im Schnee
- 1923: Zwischen Abend und Morgen
- 1924: Quo Vadis?
- 1945: Eines Tages
- 1945: Frühlingsmelodie
- 1950: Semmelweis – Retter der Mütter
- 1951: Das fremde Leben